# OR11G2
OR11G2 (англ. Olfactory receptor family 11 subfamily G member 2) – білок, який кодується однойменним геном, розташованим у людей на короткому плечі 14-ї хромосоми. Довжина поліпептидного ланцюга білка становить 345 амінокислот, а молекулярна маса — 38 871.
| 10         |  | 20         |  | 30         |  | 40         |  | 50         |
| ---------- |  | ---------- |  | ---------- |  | ---------- |  | ---------- |
| MHFLSQNDLN |  | INLIPHLCLH |  | RHSVIAGAFT |  | IHRHMKIFNS |  | PSNSSTFTGF |
| ILLGFPCPRE |  | GQILLFVLFT |  | VVYLLTLMGN |  | GSIICAVHWD |  | QRLHAPMYIL |
| LANFSFLEIC |  | YVTSTVPSML |  | ANFLSDTKII |  | SFSGCFLQFY |  | FFFSLGSTEC |
| FFLAVMAFDR |  | YLAICRPLRY |  | PTIMTRRLCT |  | NLVVNCWVLG |  | FIWFLIPIVN |
| ISQMSFCGSR |  | IIDHFLCDPA |  | PLLTLTCKKG |  | PVIELVFSVL |  | SPLPVFMLFL |
| FIVGSYALVV |  | RAVLRVPSAA |  | GRRKAFSTCG |  | SHLAVVSLFY |  | GSVLVMYGSP |
| PSKNEAGKQK |  | TVTLFYSVVT |  | PLLNPVIYSL |  | RNKDMRKALK |  | KFWGT      |

A: Аланін

C: Цистеїн

D: Аспарагінова кислота

E: Глутамінова кислота

F: Фенілаланін

G: Гліцин

H: Гістидин

I: Ізолейцин

K: Лізин

L: Лейцин

M: Метіонін

N: Аспарагін

P: Пролін

Q: Глутамін

R: Аргінін

S: Серин

T: Треонін

V: Валін

W: Триптофан

Кодований геном білок за функціями належить до рецепторів, g-білокспряжених рецепторів, білків внутрішньоклітинного сигналінгу. 
Локалізований у клітинній мембрані, мембрані.